# Rallye Monte-Carlo 1985
Le Rallye Monte-Carlo 1985 (53e Rallye Monte-Carlo), disputé du 26 janvier au 1er février 1985, est la cent-trente-sixième manche du championnat du monde des rallyes (WRC) courue depuis 1973, et la première manche du championnat du monde des rallyes 1985.

## Contexte avant la course

### Le championnat du monde
Ayant succédé en 1973 au championnat international des marques (en vigueur de 1970 à 1972), le championnat du monde des rallyes comprend généralement une douzaine manches, comprenant les plus célèbres épreuves routières internationales, telles le Rallye Monte-Carlo, le Safari ou le RAC Rally. Depuis 1979, le championnat des constructeurs a été doublé d'un championnat pilotes, ce dernier remplaçant l'éphémère Coupe des conducteurs, organisée à seulement deux reprises en 1977 et 1978. Le calendrier 1985 intègre douze manches pour l'attribution du titre de champion du monde des pilotes mais seulement onze sélectives pour le championnat des marques (le Rallye de Côte d'Ivoire en étant exclu). Les épreuves sont réservées aux catégories suivantes :

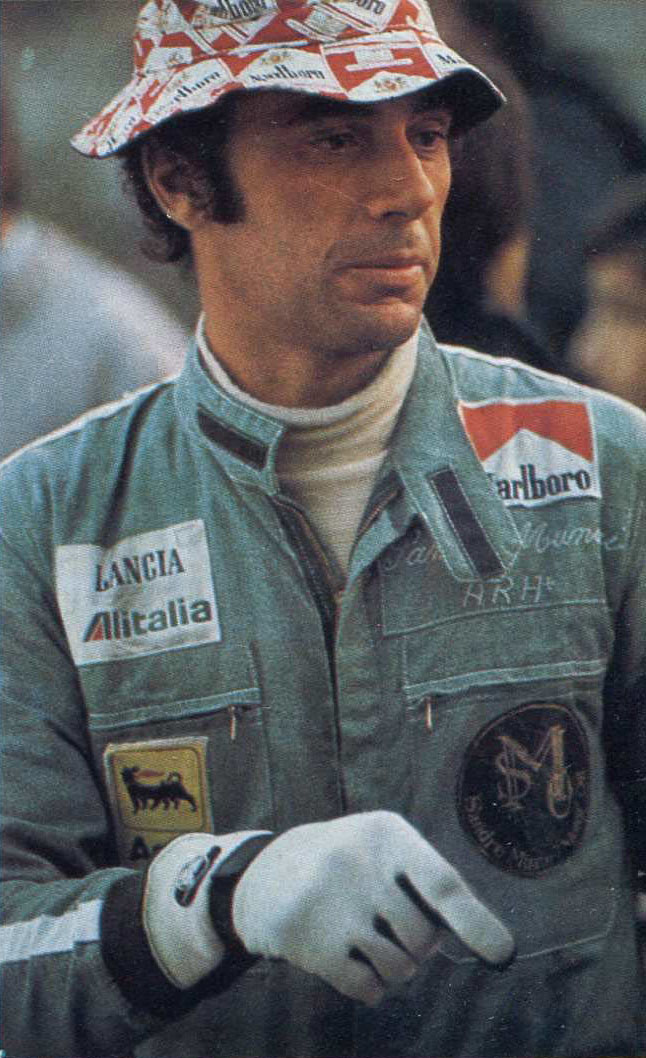
Sandro Munari a remporté le Rallye Monte-Carlo à quatre reprises.

- Groupe N : voitures de grande production de série, ayant au minimum quatre places, fabriquées à au moins 5000 exemplaires en douze mois consécutifs ; modifications très limitées par rapport au modèle de série (bougies, amortisseurs).
- Groupe A : voitures de tourisme de grande production, fabriquées à au moins 5000 exemplaires en douze mois consécutifs, avec possibilité de modifications des pièces d'origine ; poids minimum fonction de la cylindrée.
- Groupe B : voitures de grand tourisme, fabriquées à au moins 200 exemplaires en douze mois consécutifs, avec possibilité de modifications des pièces d'origine (extension d'homologation portant sur 10% de la production[2]).

Battue par la Scuderia Lancia en 1983, Audi Sport a pris une éclatante revanche en 1984, l'équipe allemande ayant imposé ses coupés Quattro à transmission intégrale dans cinq des dix manches du championnat du monde des constructeurs ; en outre, son pilote numéro un Stig Blomqvist a remporté les deux manches supplémentaires intégrées au championnat des conducteurs et s'est vu décerner le titre mondial, succédant à son coéquipier Hannu Mikkola. La suprématie du constructeur d'Ingolstadt se trouve cependant menacée par depuis l'entrée dans la course de Peugeot Sport, également adepte de la transmission intégrale pour sa Peugeot 205 Turbo 16, mais associée à un moteur central arrière, un concept innovant dans le monde du rallye. Apparue à mi-saison, la 205 a d'emblée démontré sa compétitivité et remporté les trois dernières épreuves du championnat des constructeurs aux mains d'Ari Vatanen.

### L'épreuve
En conflit depuis septembre 1984 avec la FFSA qui exigeait un droit de passage d'un million de francs, l'Automobile Club de Monaco a failli annuler l'édition 1985 du Rallye Monte-Carlo, une compétition créée en 1911 par Antony Noghès et René Léon et considérée comme le premier rallye automobile de l'histoire. Le conseil d'état a cependant jugé que la demande de la FFSA était un abus de pouvoir et, après résolution d'un autre litige portant sur les droits de retransmission télévisée, les organisateurs ont finalement pu mettre leur épreuve sur pied. Depuis 1968, le classement 'scratch', principalement basé sur les résultats des secteurs chronométrés et non sur la régularité, y a été adopté. Avec quatre succès chacun, Sandro Munari et Walter Röhrl y détiennent le record de victoires.

## Le parcours

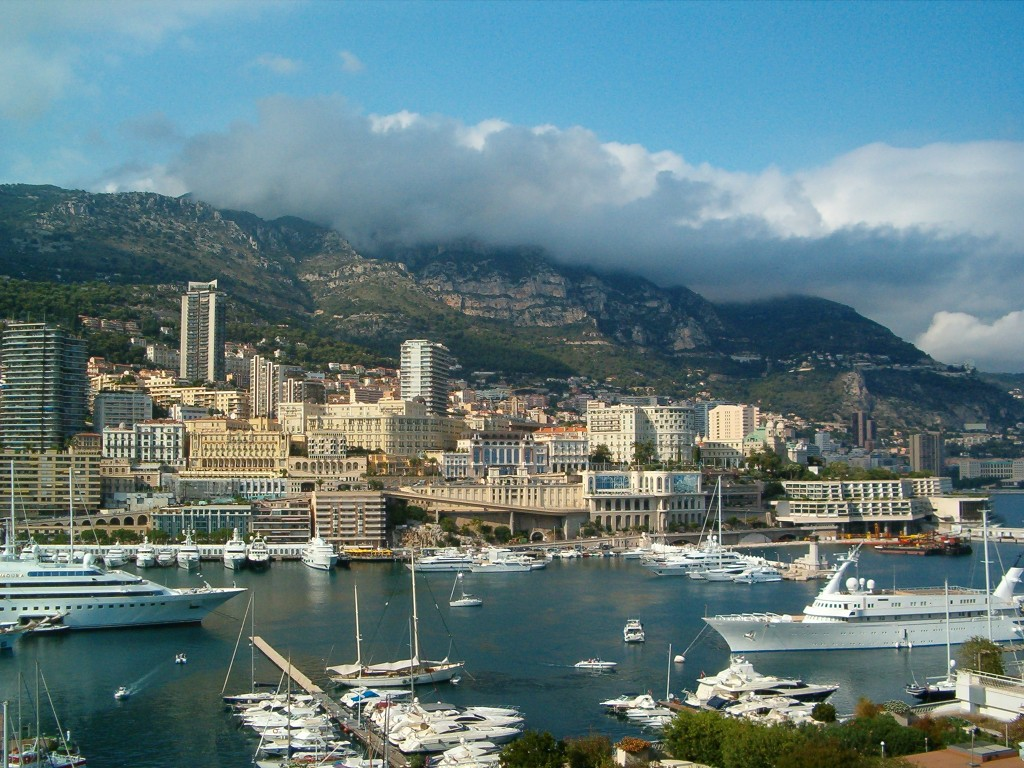
Monte-Carlo, point d'arrivée du rallye.

- départ : 26 janvier 1985 (choix entre six villes de départ)
- arrivée : 1er février 1985 à Monaco
- distance : 3999 km dont 851,7 km sur 33 épreuves spéciales (34 épreuves initialement prévues)
- surface : asphalte (conditions hivernales)
- Parcours divisé en quatre étapes : itinéraire de concentration, étape de classement, étape commune et étape finale[4]

### Étape de concentration
- Six parcours possibles, 997 km en moyenne, du 26 au 27 janvier :

1. Itinéraire de Bad Homburg : Bad Homburg - Trèves - Pont-à-Mousson - Langres - Montbrison - Saint-Galmier - L'Étrat - Saint-Étienne
2. Itinéraire de Barcelone : Barcelone - Perpignan - Toulouse - Rodez - Montbrison - Saint-Galmier - L'Étrat - Saint-Étienne
3. Itinéraire de Lausanne : Lausanne - Pontarlier - Langres - Bar-sur-Aube - Decize - Dompierre - Montbrison - Saint-Galmier - L'Étrat - Saint-Étienne
4. Itinéraire de Monte-Carlo : Monte-Carlo - Digne - Apt - Courthézon - Die - Tournon - Le Puy-en-Velay - Montbrison - Saint-Galmier - L'Étrat - Saint-Étienne
5. Itinéraire de Paris : Paris - Maintenon - Le Mans - Beaugency - Vouzon - Decize - Dompierre - Montbrison - Saint-Galmier - L'Étrat - Saint-Étienne
6. Itinéraire de Sestrières : Sestrières - Gap - Digne - Apt - Courthézon - Die - Tournon - Le Puy-en-Velay - Montbrison - Saint-Galmier - L'Étrat - Saint-Étienne

### Étape de classement
- Saint-Étienne - Saint-Bonnet-le-Froid - Lalouvesc - Antraigues - Vals-les-Bains - Largentière - Grospierres, le 27 janvier
- 5 épreuves spéciales, 111,2 km

### Étape commune
- Grospierres - Burzet - Aubenas - Nyons - Saint-Jean-en-Royans - Die - Clelles - Vif - La Mure - Le Sappey-en-Chartreuse - Chambéry - Voreppe - Grenoble - Monestier-de-Clermont - Savines-le-Lac - Laragne-Montéglin - Serres - Barcillonnette - Gap - Serres - Saint-Auban-sur-l'Ouvèze - Sisteron - Le Chaffaut - Barrême - Castellane - Roquestéron - Levens - Monaco, du 28 au 30 janvier
- 17 épreuves spéciales, 480,7 km (18 épreuves initialement prévues)

### Étape finale
- Monaco - La Turbie - Sospel - Saint-Martin-Vésubie - Saint-Sauveur-sur-Tinée - Puget-Théniers - Luceram - La Turbie - Monaco - Èze - Peille - Sospel - Saint-Martin-Vésubie - Saint-Sauveur-sur-Tinée - Puget-Théniers - Saint-Auban - Roquestéron - Luceram - La Turbie - Monaco, du 31 janvier au 1er février
- 11 épreuves spéciales, 259,8 km

## Les forces en présence
La décision d'organiser l'épreuve ayant été prise tardivement en raison du conflit entre la FFSA et l'ACM, le nombre d'équipages au départ est relativement faible (117 contre 209 l'année précédente).
- Audi

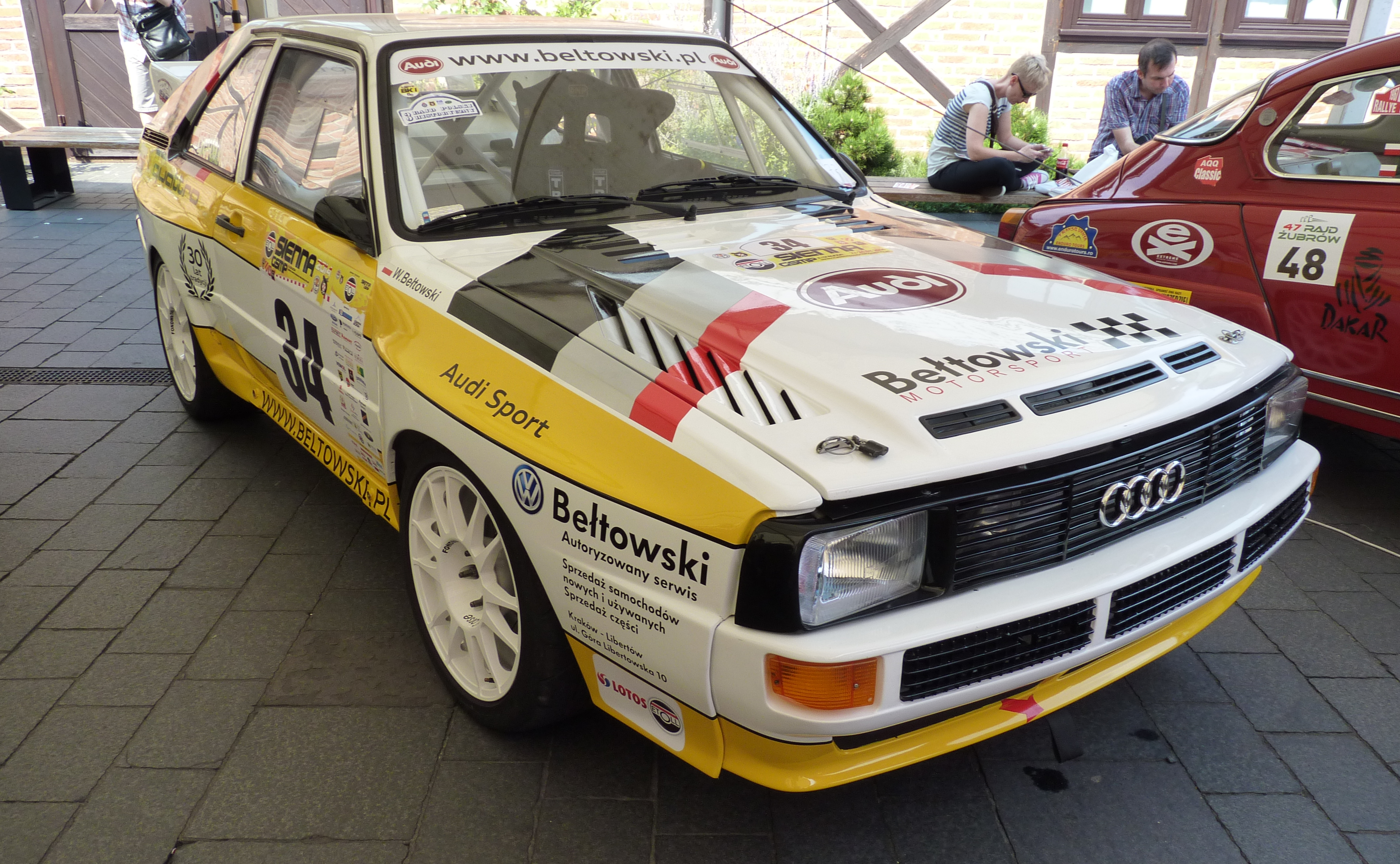
Une Audi Sport Quattro groupe B.

Audi Sport a engagé deux Sport Quattro groupe B confiées Stig Blomqvist et Walter Röhrl. Ces coupés à moteur avant et transmission intégrale permanente pèsent 1050 kg. Leur moteur cinq cylindres de 2110 cm3 à culasse vingt soupapes est alimenté par système d'injection électronique Bosch associé à un turbocompresseur KKK et délivre plus de 400 chevaux à 7500 tr/min. Les Audi officielles utilisent des pneus Michelin. RAS Sport a préparé une Audi 80 Quattro groupe N (cinq cylindres, 2144 cm3, environ 140 chevaux) pour le Luxembourgeois Romain Feitler. Engagé à titre privé, le Français Pierre Bos s'aligne sur une ancienne Quattro A1 groupe B (1150 kg, cinq cylindres, 2121 cm3, turbo KKK, environ 350 chevaux), chaussée de pneus Pirelli.
- Lancia

La Scuderia Lancia aligne deux Rally 037 groupe B pour Henri Toivonen et Massimo Biasion. Préparées dans les ateliers Abarth, ces berlinettes de 960 kg sont dotées d'un moteur quatre cylindres de 2111 cm3 monté en position centrale arrière. Alimenté par un système d'injection mécanique Bosch Kugelfischer associé à un compresseur volumétrique Abarth, il développe 350 chevaux à 8000 tr/min. Dominique Gauthier s'aligne sur sa Rally 037 personnelle, qu'il utilise depuis deux saisons en championnat de France. Les Lancia utilisent des pneus Pirelli.
- Peugeot

Peugeot Talbot Sport a préparé trois 205 Turbo 16 groupe B pour Ari Vatanen, Timo Salonen et Bruno Saby. Elles pèsent 980 kg et disposent d'une transmission intégrale permanente. Placé en position centrale arrière, le moteur quatre cylindres de 1775 cm3, à double arbre à cames en tête et culasse seize soupapes, est alimenté par un système d'injection électronique Bosch associé à un turbocompresseur KKK et délivre 350 chevaux à 7500 tr/min. Elles sont chaussées de pneus Michelin. En catégorie Promotion, Paul Gardère s'aligne quant à lui sur une 205 Turbo 16 strictement de série (1145 kg, 200 chevaux). Jean-Pierre Ballet dispose quant à lui d'une 205 GTI groupe A (traction), mais équipée d'un moteur de groupe N (1580 cm3, 115 chevaux).
- Renault

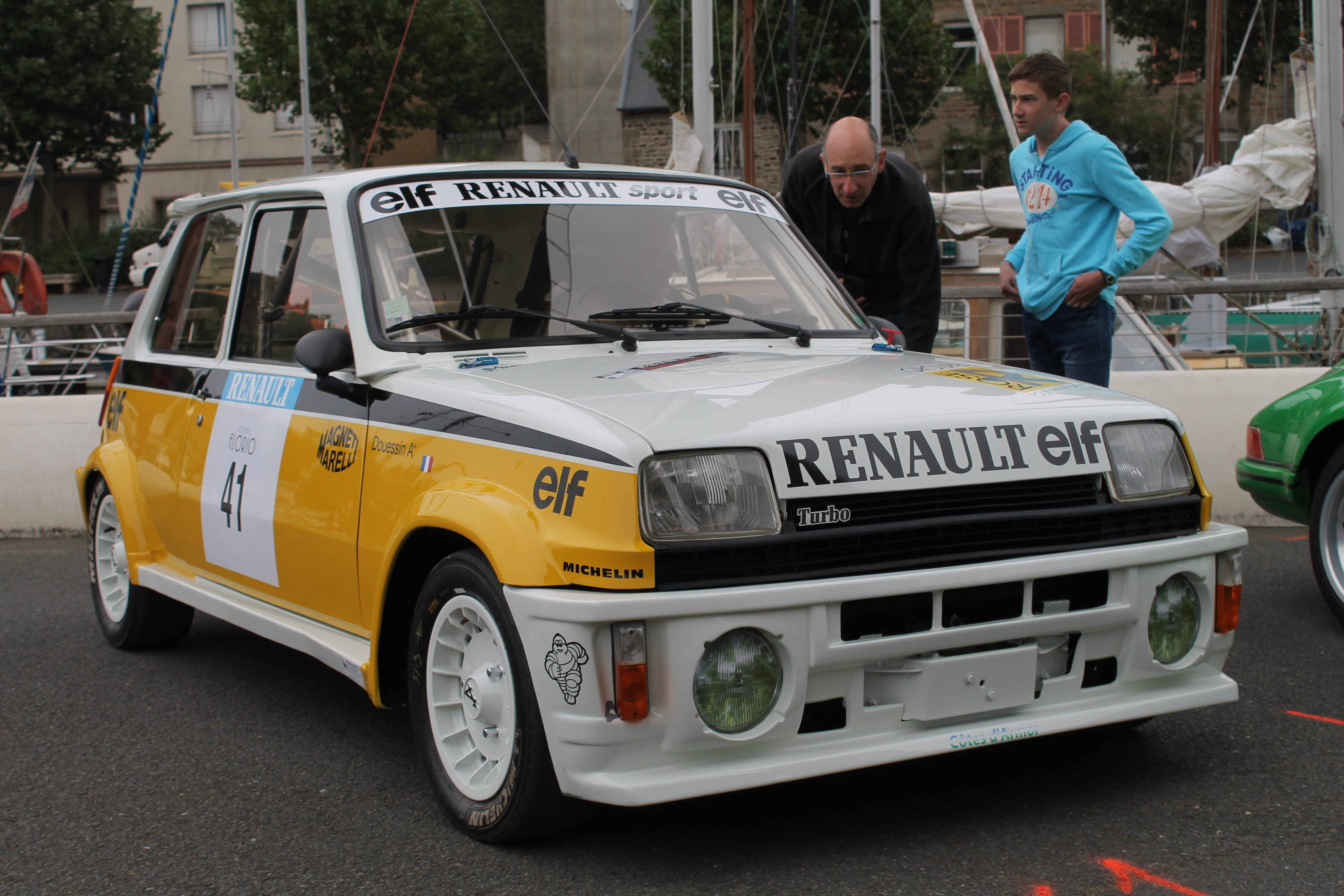
Une Renault 5 Turbo groupe B lors d'une manifestation historique.

Bénéficiant du soutien de Renault Sport, Dany Snobeck a personnellement préparé sa 5 Turbo groupe B. Équipée d'un moteur quatre cylindres de 1397 cm3, placé en position centrale arrière, elle pèse 960 kg. L'alimentation est assurée par un système d'injection Bosch K-Jetronic associé à un turbocompresseur Garrett. La puissance disponible est de l'ordre de 300 chevaux à 7000 tr/min. Snobeck utilise des pneus Michelin. Cinq autres 5 Turbo groupe B sont au départ, la marque française étant également bien représentée en groupe N, avec notamment la 11 Turbo d'Alain Oreille.
- Citroën

Citroën Compétitions engage trois Citroën Visa 1000 Pistes groupe B pour Jean-Claude Andruet, Philippe Wambergue et Maurice Chomat. Ces petites berlines à transmission intégrale permanente pèsent 775 kg. Placé à l'avant, leur moteur est un quatre cylindres de 1434 cm3 alimenté par deux carburateurs Weber double corps, délivrant 145 chevaux à 6500 tr/min. Les pilotes privés François Chauche et Christian Dorche pilotent des modèles identiques. Tous roulent sur pneus Michelin.
- Opel

Le pilote monégasque «Tchine» prendra le départ sur son Opel Manta i200 groupe A (moteur deux litres de 180 chevaux, transmission classique). Préparée chez Conrero, elle est chaussée de pneus Michelin.
- Volkswagen

Guy Chasseuil a engagé sa Golf GTI groupe A, une traction de 880 kg. Son moteur quatre cylindres de 1781 cm3 à injection mécanique Bosch dispose dispose de 160 chevaux.
- Alfa Romeo

Parmi les dix Alfa Romeo au départ, on note la présence de Bertrand Balas sur une Alfasud Sprint groupe A (traction, 900 kg, moteur boxer quatre cylindres, 135 chevaux) et de Jacques Panciatici sur un coupé Alfetta GTV6 groupe N.
- Ford

Alain Beauchef s'aligne sur son Escort RS1600i groupe A (traction, moteur quatre cylindres de 1596 cm3, 150 chevaux).
- BMW

Bernard Dongues pilote sa 323i groupe N (moteur six cylindres, transmission classique, environ 150 chevaux).

## Déroulement de la course

### Itinéraire de concentration
Les cent-dix-sept équipages s'élancent d'une des six villes de départ retenues dans la matinée du samedi. Ceux partis de Bad Homburg ou de Sestrières rencontrent tout d'abord des routes enneigée mais le parcours ne posera pas de sérieux problème. Les seuls incidents notables seront l'abandon de Dominique Gauthier qui, parti de Monaco, doit renoncer près du Puy (la pompe à huile de sa Lancia Rally 037 étant hors d'usage), ainsi que le changement de transmission effectué sur la Citroën Visa de François Chauche. Les autres concurrents rejoignent Saint-Étienne sans encombre, le dimanche matin.

### Étape de classement
Les équipages repartent le dimanche en début d'après-midi, après quelques heures de repos. Retransmise en direct à la télévision, la première épreuve spéciale, à Dunières, ne développe que 2,2 kilomètres. Le parcours est complètement dégagé et tous les favoris choisissent de partir en pneus pour route sèche, à l'exception de Timo Salonen : la nouvelle recrue de Peugeot Sport n'a jamais eu l'occasion de tester les pneus 'Racing' sur sa 205 T16 et préfère chausser des pneus cloutés car le parcours de liaison est enneigé ; Salonen va d'emblée concéder neuf secondes à son coéquipier Ari Vatanen, qui se montre le plus rapide juste devant les Audi de Walter Röhrl et Stig Blomqvist. En bonne partie enneigé, le secteur de Saint-Bonnet-le-Froid sera plus sélectif et tous les concurrents optent pour les pneus cloutés. Röhrl s'y montre le plus rapide et prend la tête de la course juste devant Blomqvist et Salonen. Après un premier tête-à-queue sans grande conséquence, Vatanen en a effectué un deuxième en fin de parcours, après avoir mordu sur le bas-côté, blessant légèrement deux spectateurs. Concédant une vingtaine de secondes, il rétrograde à la quatrième place du classement général, talonné par la Lancia d'Henri Toivonen. Alors qu'il occupait la dixième place, Chauche a dû renoncer, moteur cassé. Les trois autres épreuves de la journée sont en grande partie sèche. Röhrl y conforte son avance et rallie Grospierres en début de nuit avec plus de trente secondes d'avance sur Vatanen. Près d'une minute derrière viennent les Lancia de Toivonen et Massimo Biasion, qui ont pris l'avantage sur Blomqvist et Salonen. Huitième derrière la Renault 5 de Dany Snobeck, Jean-Claude Andruet s'est montré le plus rapide des pilotes Citroën. Il devance la 205 T16 de Bruno Saby, qui a perdu plus de cinq minutes à cause d'une sortie de route dans la dernière épreuve. Treizième sur sa Volkswagen Golf, Guy Chasseuil est en tête du groupe A, tandis que Bernard Dongues, quinzième au classement général sur sa BMW, mène le groupe N. Cent-huit voitures ont terminé l'étape.

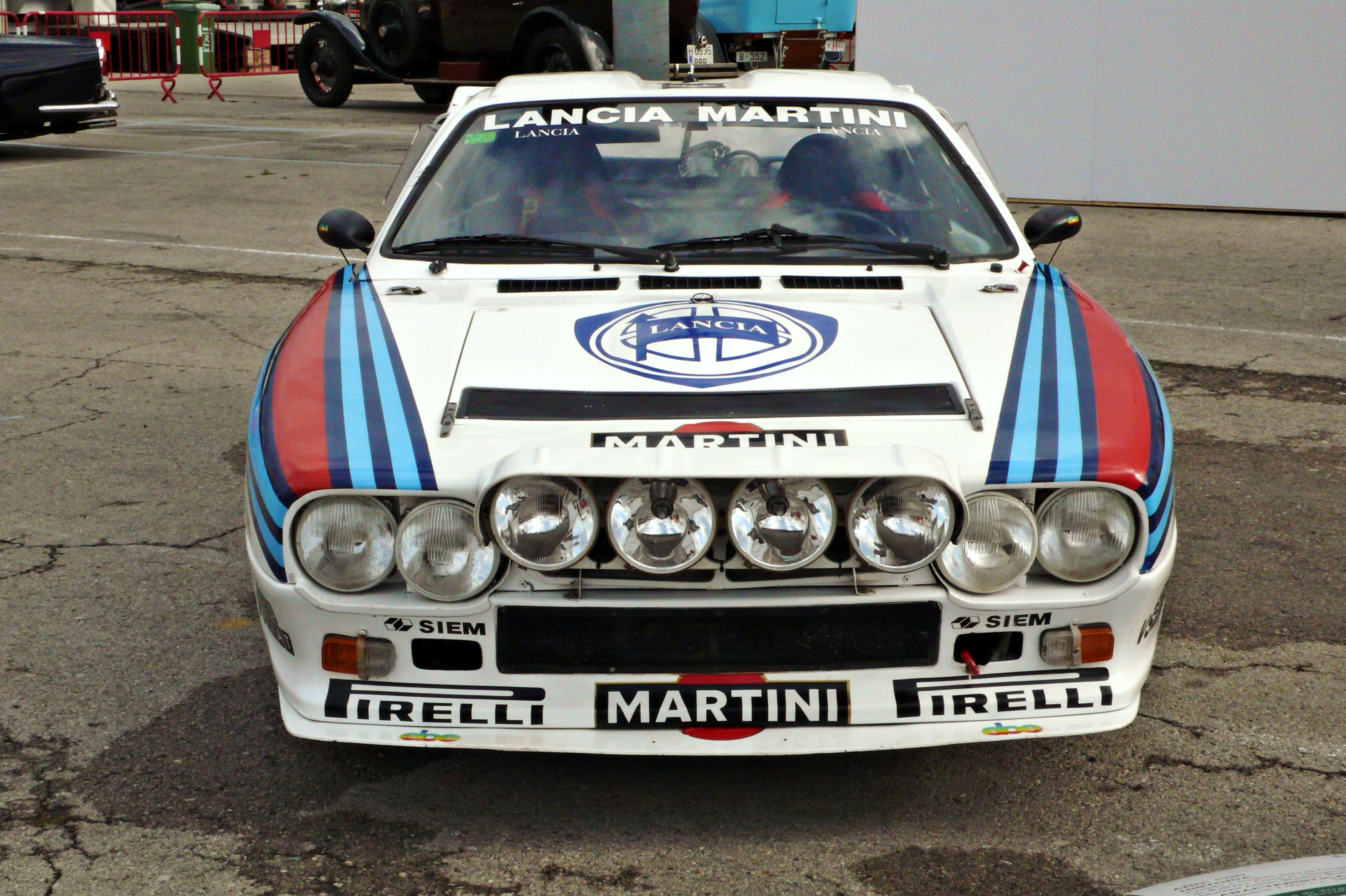
Une Lancia Rally 037 semblable à celles de Toivonen et Biasion, respectivement troisième et quatrième à l'issue de l'étape de classement.

| Pos. | Pilote              | Copilote                | Voiture                   | Groupe | Temps           | Écart         |
| ---- | ------------------- | ----------------------- | ------------------------- | ------ | --------------- | ------------- |
| 1    | Walter Röhrl        | Christian Geistdörfer   | Audi Sport Quattro        | B      | 1 h 14 min 47 s |               |
| 2    | Ari Vatanen         | Terry Harryman          | Peugeot 205 Turbo 16      | B      | 1 h 15 min 22 s | + 35 s        |
| 3    | Henri Toivonen      | Juha Piironen           | Lancia Rally 037          | B      | 1 h 16 min 11 s | + 1 min 24 s  |
| 4    | Massimo Biasion     | Tiziano Siviero         | Lancia Rally 037          | B      | 1 h 16 min 16 s | + 1 min 29 s  |
| 5    | Stig Blomqvist      | Björn Cederberg         | Audi Sport Quattro        | B      | 1 h 16 min 41 s | + 1 min 54 s  |
| 6    | Timo Salonen        | Seppo Harjanne          | Peugeot 205 Turbo 16      | B      | 1 h 17 min 09 s | + 2 min 22 s  |
| 7    | Dany Snobeck        | Jean-Pierre Béchu       | Renault 5 Turbo           | B      | 1 h 19 min 46 s | + 4 min 59 s  |
| 8    | Jean-Claude Andruet | Annick Peuvergne        | Citroën Visa 1000 Pistes  | B      | 1 h 20 min 45 s | + 5 min 58 s  |
| 9    | Bruno Saby          | Jean-François Fauchille | Peugeot 205 Turbo 16      | B      | 1 h 22 min 59 s | + 8 min 12 s  |
| 10   | Philippe Wambergue  | Bernard Martin-Dondoz   | Citroën Visa 1000 Pistes  | B      | 1 h 23 min 04 s | + 8 min 17 s  |
| 11   | Maurice Chomat      | Didier Breton           | Citroën Visa 1000 Pistes  | B      | 1 h 25 min 37 s | + 10 min 50 s |
| 12   | Christian Dorche    | Gilles Thimonier        | Citroën Visa 1000 Pistes  | B      | 1 h 26 min 01 s | + 11 min 14 s |
| 13   | Guy Chasseuil       | Christian Baron         | Volkswagen Golf GTI       | A      | 1 h 26 min 32 s | + 11 min 45 s |
| 14   | Paul Gardère        | Jean-Louis Bufferne     | Peugeot 205 Turbo 16      | B      | 1 h 26 min 58 s | + 12 min 11 s |
| 15   | Bernard Dongues     | Michel Rousseau         | BMW 323i                  | N      | 1 h 28 min 25 s | + 13 min 38 s |
| 16   | Jean-Pierre Ballet  | Pierre Vuillemin        | Peugeot 205 GTI           | A      | 1 h 28 min 44 s | + 13 min 57 s |
| 17   | Bertrand Balas      | Éric Lainé              | Alfa Romeo Alfasud Sprint | A      | 1 h 28 min 48 s | + 14 min 01 s |
| 18   | Alain Oreille       | Sylvie Oreille          | Renault 11 Turbo          | N      | 1 h 29 min 20 s | + 14 min 33 s |
| 19   | Alain Beauchef      | Jean-René Dubois        | Ford Escort RS1600i       | A      | 1 h 29 min 58 s | + 15 min 11 s |
| 20   | Jacques Panciatici  | Françoise Sappey        | Alfa Romeo Alfetta GTV6   | N      | 1 h 30 min 11 s | + 15 min 24 s |

### Étape commune

#### Grospierres - Grenoble
Les concurrents repartent de Grospierres le lundi, en milieu de matinée. Contrairement à leurs adversaires, les pilotes Lancia optent pour des pneus 'slick' dans le secteur de La Souche. Ils vont perdre plus d'une minute, le parcours étant partiellement enneigé. Vatanen s'y montre le plus rapide, mais Röhrl conserve près d'une demi-minute d'avance sur lui. Les deux hommes vont nettement dominer les épreuves suivantes, avec toutefois un avantage à Vatanen qui grignote progressivement son retard et s'empare du commandement de la course en fin de journée, dans le secteur de Saint-Jean-en-Royans. Les trois spéciales nocturnes avant le regroupement de Grenoble sont bien enneigées et Vatanen en profite pour conforter son avance sur son rival allemand. Il regagne le parc fermé avec plus de deux minutes d'avance sur la première Audi, son coéquipier Salonen s'étant quant à lui emparé de la troisième place au détriment de Blomqvist. Handicapées par la neige, les Lancia de Toivonen et Biasion accusent déjà un retard considérable et sont maintenant talonnées par la 205 de Saby, remontée en septième position devant les Citroën Visa d'Andruet et de Maurice Chomat. Très à l'aise sur les routes glissantes, Bertrand Balas a hissé son Alfa Romeo à la tête du groupe A, tandis que c'est désormais Alain Oreille (sur Renault 11) qui mène le groupe N.
| Pos. | Pilote              | Copilote                | Voiture                  | Groupe | Temps           | Écart         |
| ---- | ------------------- | ----------------------- | ------------------------ | ------ | --------------- | ------------- |
| 1    | Ari Vatanen         | Terry Harryman          | Peugeot 205 Turbo 16     | B      | 3 h 54 min 02 s |               |
| 2    | Walter Röhrl        | Christian Geistdörfer   | Audi Sport Quattro       | B      | 3 h 56 min 06 s | + 2 min 04 s  |
| 3    | Timo Salonen        | Seppo Harjanne          | Peugeot 205 Turbo 16     | B      | 3 h 59 min 57 s | + 5 min 55 s  |
| 4    | Stig Blomqvist      | Björn Cederberg         | Audi Sport Quattro       | B      | 4 h 00 min 13 s | + 6 min 11 s  |
| 5    | Henri Toivonen      | Juha Piironen           | Lancia Rally 037         | B      | 4 h 06 min 37 s | + 12 min 35 s |
| 6    | Massimo Biasion     | Tiziano Siviero         | Lancia Rally 037         | B      | 4 h 08 min 53 s | + 14 min 51 s |
| 7    | Bruno Saby          | Jean-François Fauchille | Peugeot 205 Turbo 16     | B      | 4 h 09 min 26 s | + 15 min 24 s |
| 8    | Jean-Claude Andruet | Annick Peuvergne        | Citroën Visa 1000 Pistes | B      | 4 h 14 min 46 s | + 20 min 44 s |
| 9    | Maurice Chomat      | Didier Breton           | Citroën Visa 1000 Pistes | B      | 4 h 17 min 44 s | + 23 min 42 s |
| 10   | Dany Snobeck        | Jean-Pierre Béchu       | Renault 5 Turbo          | B      | 4 h 17 min 57 s | + 23 min 55 s |

#### Grenoble - Gap
Les équipages repartent de Grenoble le mardi après-midi, après une dizaine d'heures de repos. Tant sur les épreuves celles que celles enneigées, Vatanen continue à creuser l'écart sur Röhrl, portant son avance à plus de trois minutes en début de nuit, avant le regroupement de Gap, alors que Salonen se maintient facilement à la troisième place. En cours de journée, peu après La Bâtie-Neuve, Blomqvist a dû faire remplacer un turbo défectueux et a concédé sept minutes de pénalisation, perdant la quatrième place au profit de Toivonen. Au parc fermé, la consternation sera cependant de mise dans le clan Peugeot : les horaires de pointage de la journée avaient été décalés mais un commissaire sportif avait omis de biffer l'horaire initial sur le carnet de pointage du copilote de Vatanen, Terry Harryman ; ce dernier a confondu les deux horaires au dernier contrôle avant Gap et pointé quatre minutes trop tôt. L'équipage est ainsi pénalisé de huit minutes, rétrogradant en seconde position, seulement quelques secondes devant Salonen, avec plus de quatre minutes et demie de retard sur Röhrl qui reprend le commandement de la course. Balas et Oreille conservent respectivement la tête des groupes A et N.

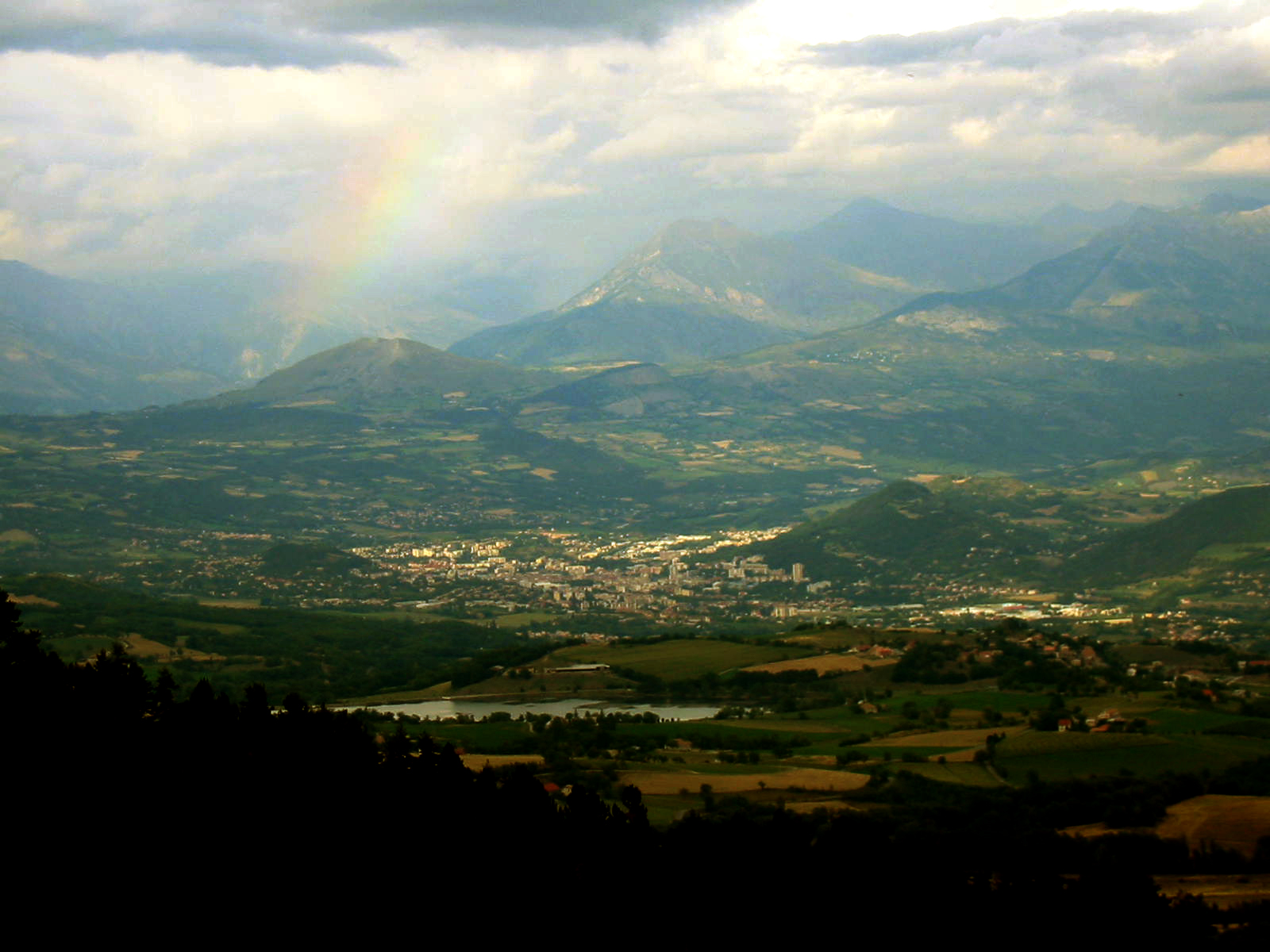
Gap, ville de passage de l'étape commune.

| Pos. | Pilote              | Copilote                | Voiture                  | Groupe | Temps           | Écart         |
| ---- | ------------------- | ----------------------- | ------------------------ | ------ | --------------- | ------------- |
| 1    | Walter Röhrl        | Christian Geistdörfer   | Audi Sport Quattro       | B      | 5 h 13 min 08 s |               |
| 2    | Ari Vatanen         | Terry Harryman          | Peugeot 205 Turbo 16     | B      | 5 h 17 min 49 s | + 4 min 41 s  |
| 3    | Timo Salonen        | Seppo Harjanne          | Peugeot 205 Turbo 16     | B      | 5 h 18 min 03 s | + 4 min 55 s  |
| 4    | Henri Toivonen      | Juha Piironen           | Lancia Rally 037         | B      | 5 h 25 min 42 s | + 12 min 34 s |
| 5    | Stig Blomqvist      | Björn Cederberg         | Audi Sport Quattro       | B      | 5 h 26 min 36 s | + 13 min 28 s |
| 6    | Massimo Biasion     | Tiziano Siviero         | Lancia Rally 037         | B      | 5 h 29 min 50 s | + 16 min 42 s |
| 7    | Bruno Saby          | Jean-François Fauchille | Peugeot 205 Turbo 16     | B      | 5 h 30 min 33 s | + 17 min 25 s |
| 8    | Jean-Claude Andruet | Annick Peuvergne        | Citroën Visa 1000 Pistes | B      | 5 h 39 min 35 s | + 26 min 27 s |
| 9    | Dany Snobeck        | Jean-Pierre Béchu       | Renault 5 Turbo          | B      | 5 h 43 min 19 s | + 30 min 11 s |
| 10   | Maurice Chomat      | Didier Breton           | Citroën Visa 1000 Pistes | B      | 5 h 44 min 18 s | + 31 min 10 s |

#### Gap - Monaco
Le départ du parc fermé de Gap s'effectue le mercredi à quatre heures du matin. Une bonne partie du parcours va s'effectuer sur routes sèches. Reparti le couteau entre les dents, Vatanen nettement dominer les quatre premières épreuves spéciales de la matinée, reprenant plus d'une minute et demie à Röhrl qui donne pourtant le maximum, les deux hommes éclipsant totalement leurs adversaires. À Saint-Auban, au départ du dernier tronçon chronométré, le pilote Audi conserve encore près de trois minutes d'avance sur son adversaire. S'élançant le premier, Vatanen poursuit son festival mais un virage abordé un peu trop vite le fait sortir de la route. La 205 est intacte mais le Finlandais a perdu une quarantaine de secondes et se trouve maintenant en point de mire de Röhrl, parti une minute après lui. Attaquant également au maximum, le pilote allemand finit par heurter un rocher, endommageant le train avant de son Audi. Il doit terminer l'épreuve à vitesse réduite, concédant une minute à son rival qui, malgré sa sortie, a une nouvelle fois réalisé le meilleur temps. Moins de deux minutes séparent les deux favoris lorsqu'ils rallient le parc fermé de Monte-Carlo, en début d'après-midi. Toujours troisième, Salonen est à cinq minutes de l'Audi de tête, tandis que Blomqvist a repris la quatrième place à Toivonen et que Saby est remonté au sixième rang, devant Biasion et Andruet. Treizième, Balas compte désormais quatre minutes d'avance sur Chasseuil, son principal adversaire en groupe A. Les deux hommes précèdent la Renault 11 d'Oreille, qui domine largement le groupe N. Il reste soixante-seize équipages en course.
| Pos. | Pilote              | Copilote                | Voiture                   | Groupe | Temps           | Écart             |
| ---- | ------------------- | ----------------------- | ------------------------- | ------ | --------------- | ----------------- |
| 1    | Walter Röhrl        | Christian Geistdörfer   | Audi Sport Quattro        | B      | 6 h 55 min 12 s |                   |
| 2    | Ari Vatanen         | Terry Harryman          | Peugeot 205 Turbo 16      | B      | 6 h 57 min 10 s | + 1 min 58 s      |
| 3    | Timo Salonen        | Seppo Harjanne          | Peugeot 205 Turbo 16      | B      | 7 h 00 min 16 s | + 5 min 04 s      |
| 4    | Stig Blomqvist      | Björn Cederberg         | Audi Sport Quattro        | B      | 7 h 08 min 30 s | + 13 min 18 s     |
| 5    | Henri Toivonen      | Juha Piironen           | Lancia Rally 037          | B      | 7 h 12 min 11 s | + 16 min 59 s     |
| 6    | Bruno Saby          | Jean-François Fauchille | Peugeot 205 Turbo 16      | B      | 7 h 13 min 58 s | + 18 min 46 s     |
| 7    | Massimo Biasion     | Tiziano Siviero         | Lancia Rally 037          | B      | 7 h 15 min 04 s | + 19 min 52 s     |
| 8    | Jean-Claude Andruet | Annick Peuvergne        | Citroën Visa 1000 Pistes  | B      | 7 h 30 min 05 s | + 34 min 53 s     |
| 9    | Dany Snobeck        | Jean-Pierre Béchu       | Renault 5 Turbo           | B      | 7 h 30 min 54 s | + 35 min 42 s     |
| 10   | Maurice Chomat      | Didier Breton           | Citroën Visa 1000 Pistes  | B      | 7 h 33 min 23 s | + 38 min 11 s     |
| 11   | Christian Dorche    | Gilles Thimonier        | Citroën Visa 1000 Pistes  | B      | 7 h 51 min 13 s | + 56 min 01 s     |
| 12   | Paul Gardère        | Jean-Louis Bufferne     | Peugeot 205 Turbo 16      | B      | 8 h 10 min 03 s | + 1 h 14 min 51 s |
| 13   | Bertrand Balas      | Éric Lainé              | Alfa Romeo Alfasud Sprint | A      | 8 h 12 min 34 s | + 1 h 17 min 22 s |
| 14   | Guy Chasseuil       | Christian Baron         | Volkswagen Golf GTI       | A      | 8 h 16 min 40 s | + 1 h 21 min 28 s |
| 15   | Alain Oreille       | Sylvie Oreille          | Renault 11 Turbo          | N      | 8 h 18 min 42 s | + 1 h 23 min 30 s |
| 16   | Jean-Pierre Ballet  | Pierre Vuillemin        | Peugeot 205 GTI           | A      | 8 h 20 min 36 s | + 1 h 25 min 24 s |
| 17   | Alain Beauchef      | Jean-René Dubois        | Ford Escort RS1600i       | A      | 8 h 23 min 58 s | + 1 h 28 min 46 s |
| 18   | Jean-Paul Aymé      | Brigitte Aymé           | Renault 5 Turbo           | B      | 8 h 26 min 47 s | + 1 h 31 min 35 s |
| 19   | Jacques Panciatici  | Françoise Sappey        | Alfa Romeo Alfetta GTV6   | N      | 8 h 27 min 37 s | + 1 h 32 min 25 s |
| 20   | Romain Feitler      | Nico Demuth             | Audi 80 Quattro           | N      | 8 h 29 min 14 s | + 1 h 34 min 02 s |

### Étape finale

#### Première boucle

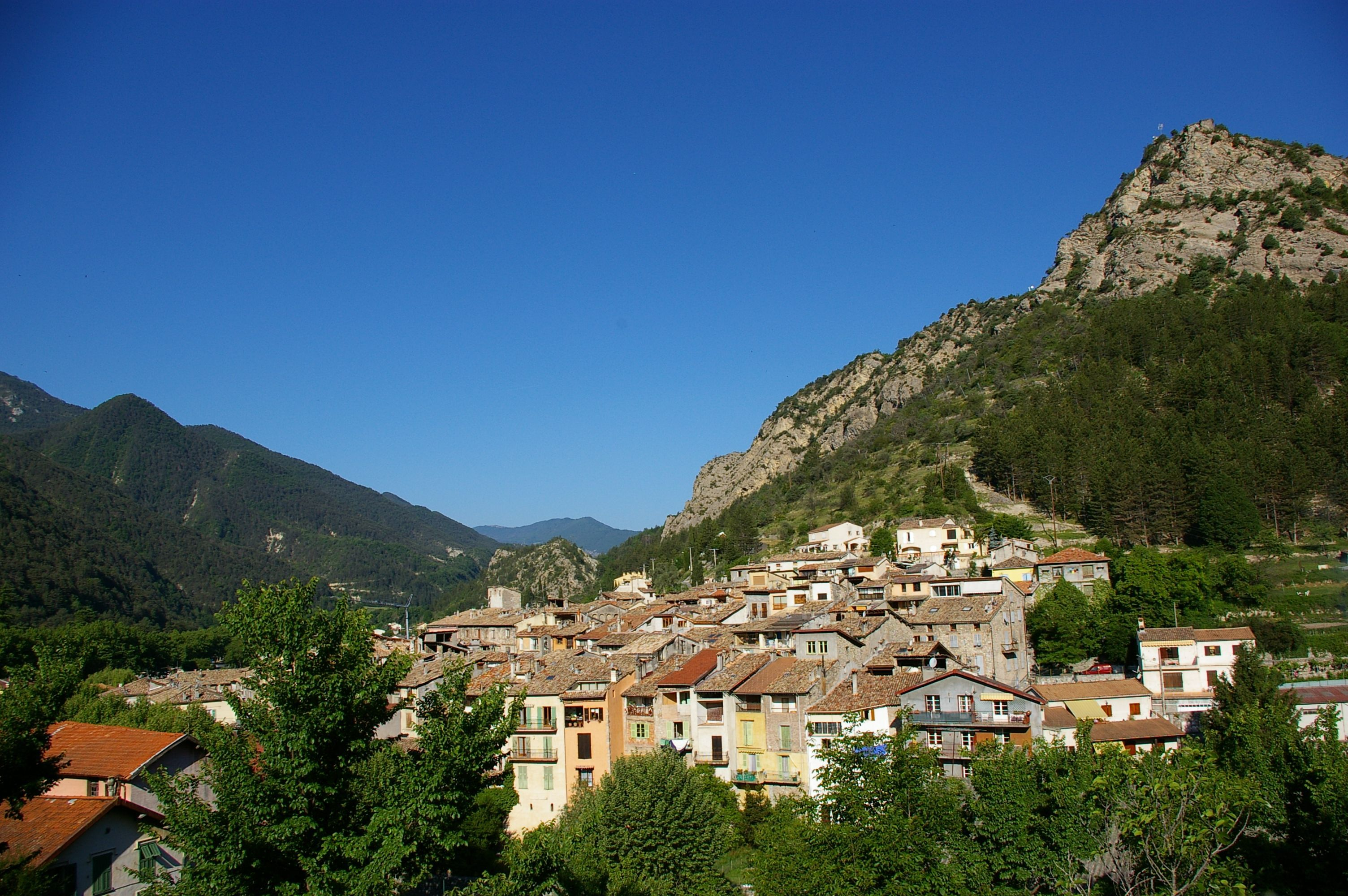
Au départ de Puget-Théniers, Walter Röhrl prend le risque de partir en pneus non cloutés, alors que la montée du col Saint-Raphaël est enneigée.

La première partie de l'étape finale se déroule durant la journée du jeudi. Les routes restent partiellement enneigées ou verglacées. Au départ, bien que disposant d'une avance substantielle, Röhrl ne pense pas être en mesure de contrer à la régulière le retour de Vatanen, le pilote Peugeot s'étant régulièrement montré une seconde au kilomètre plus rapide que tous ses adversaires. Ce sont cependant les Lancia qui se mettent en évidence dans le col de la Madone, devant Röhrl qui grapille quelques secondes à son poursuivant. Il ne perd ensuite que neuf secondes dans le col de Turini et l'issue de la course reste incertaine. Mais Vatanen va attaquer très fort dans le secteur de Saint-Sauveur, se rapprochant à une minute et demie de l'Audi de tête. Certain dans ces conditions de se faire coiffer au poteau, Röhrl décide de tenter l'impossible au départ de l'épreuve suivante : malgré la présence de neige fondante signalée par les ouvreurs dans l'ascension du col Saint-Raphaël, il opte pour des pneus 'Racing mixtes' (pneus lisses retaillés) alors que tous les concurrents vont logiquement s'élancer en pneus cloutés ! Sur cinq à six kilomètres, la montée est très glissante ; l'Audi est rattrapée par la Peugeot (partie une minute plus tard) bien avant le sommet. Vatanen double facilement Röhrl, qui va perdre près de deux minutes et demie sur ce seul tronçon. Le Finlandais reprend le commandement de la course, avec une marge de cinquante-trois secondes sur l'Audi. Il l'augmentera de vingt secondes dans le col de La Porte, achevant cette première boucle dans l'arrière pays niçois une minute et treize secondes devant Röhrl. Troisième, Salonen est à près de six minutes de son coéquipier. Beaucoup plus loin, la quatrième place promet d'être très disputée entre Blomqvist, Toivonen et Saby, les trois hommes se tenant en une minute, alors que la perte d'une roue a coûté près d'une demi-heure à Biasion, le faisant chuter en dixième position.
| Pos. | Pilote              | Copilote                | Voiture                  | Groupe | Temps           | Écart         |
| ---- | ------------------- | ----------------------- | ------------------------ | ------ | --------------- | ------------- |
| 1    | Ari Vatanen         | Terry Harryman          | Peugeot 205 Turbo 16     | B      | 8 h 21 min 03 s |               |
| 2    | Walter Röhrl        | Christian Geistdörfer   | Audi Sport Quattro       | B      | 8 h 22 min 16 s | + 1 min 13 s  |
| 3    | Timo Salonen        | Seppo Harjanne          | Peugeot 205 Turbo 16     | B      | 8 h 26 min 46 s | + 5 min 43 s  |
| 4    | Stig Blomqvist      | Björn Cederberg         | Audi Sport Quattro       | B      | 8 h 38 min 06 s | + 17 min 03 s |
| 5    | Henri Toivonen      | Juha Piironen           | Lancia Rally 037         | B      | 8 h 38 min 56 s | + 17 min 53 s |
| 6    | Bruno Saby          | Jean-François Fauchille | Peugeot 205 Turbo 16     | B      | 8 h 39 min 08 s | + 18 min 05 s |
| 7    | Dany Snobeck        | Jean-Pierre Béchu       | Renault 5 Turbo          | B      | 9 h 00 min 01 s | + 38 min 58 s |
| 8    | Jean-Claude Andruet | Annick Peuvergne        | Citroën Visa 1000 Pistes | B      | 9 h 00 min 48 s | + 39 min 45 s |
| 9    | Maurice Chomat      | Didier Breton           | Citroën Visa 1000 Pistes | B      | 9 h 05 min 34 s | + 44 min 31 s |
| 10   | Massimo Biasion     | Tiziano Siviero         | Lancia Rally 037         | B      | 9 h 08 min 08 s | + 47 min 05 s |

#### Deuxième boucle

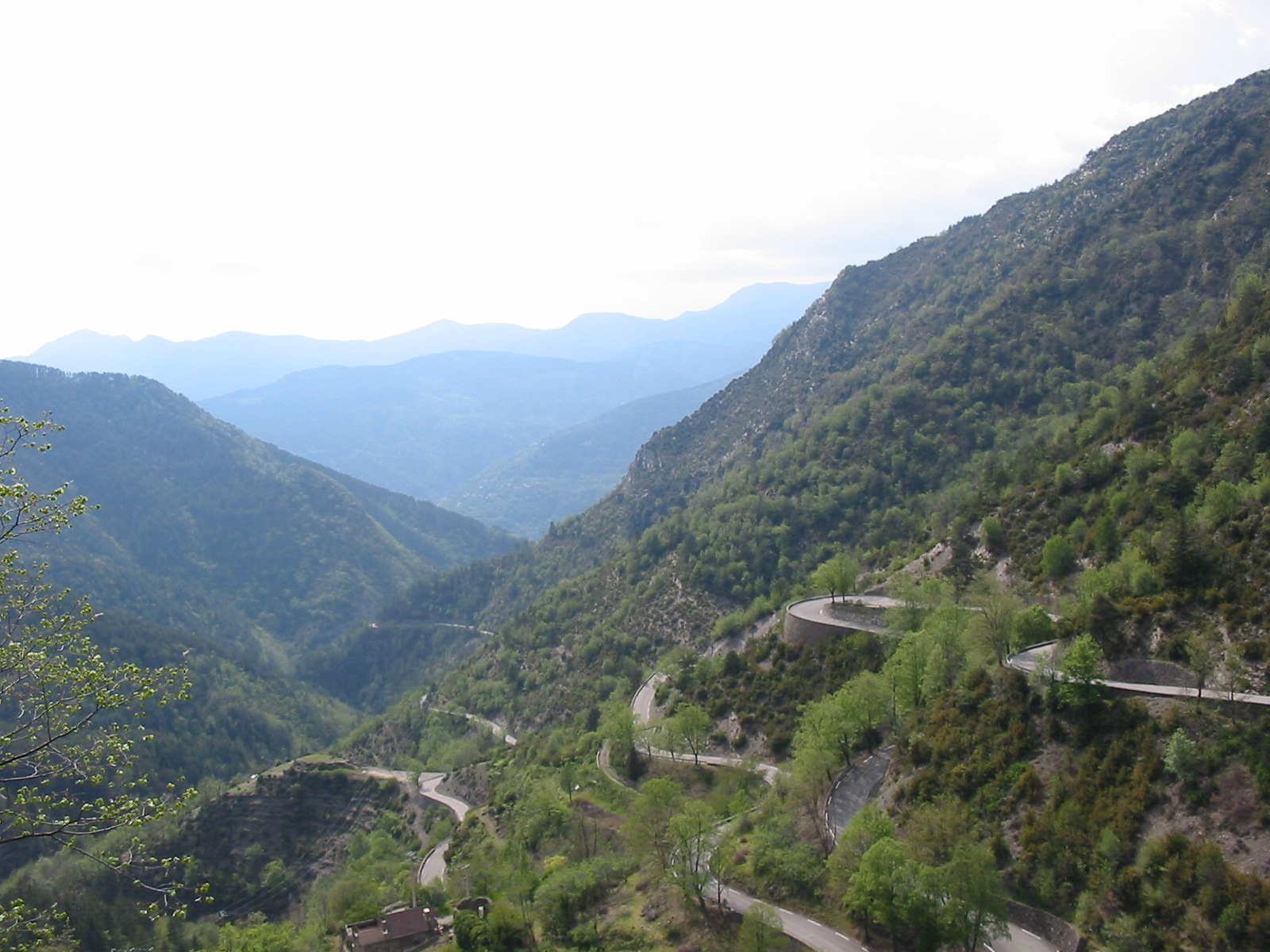
L'ascencion du col de Turini, un des hauts lieux de l'étape finale.

Sans surprise, Vatanen contrôle facilement la course au cours de la dernière nuit, Röhrl et Salonen se contentant d'assurer leurs deuxième et troisième places. Derrière les trois premiers, la course est cependant très disputée. Réalisant le meilleur temps dans le col de la Madone, Toivonen parvient à reprendre la quatrième place à Blomqvist, qui se trouve maintenant sous la menace de Saby. Le Suédois réagit dans le col de Turini et reprend l'avantage sur le pilote Lancia, qui se fait également déborder par la troisième Peugeot. Les positions n'évolueront plus jusqu'à l'arrivée, malgré les belles performances de Saby qui va parvenir à se rapprocher à moins de vingt secondes de Blomqvist avant la dernière épreuve, dans laquelle l'ouverture malencontreuse de sa porte et une feuille de notes manquante l'empêchent de défendre ses chances jusqu'au bout. Dans ce même secteur, un échappement casse sur l'Audi de Röhrl, entraînant l'arrêt du moteur. L'allumage est endommagé et l'équipage est contraint d'effectuer une réparation de fortune, perdant plus de trois minutes avant de pouvoir reprendre la route. Röhrl préserve cependant sa deuxième place, terminant cinq minutes derrière la Peugeot 205 de Vatanen, qui remporte une superbe victoire, le succès de l'équipe étant complété par la troisième place de Salonen, qui devance Blomqvist, Saby et Toivonen. Auteur d'une course régulière après ses ennuis du lundi, Snobeck termine septième, devant la petite Visa d'Andruet qui réalise un sans-faute. Malgré un beau retour de Chasseuil, revenu à une demi-minute de son adversaire, Balas, treizième, s'impose en groupe A. C'est avec une marge nettement plus importante qu'Oreille, finalement seizième au classement général, remporte le groupe N. Soixante-neuf voitures ont ralliées l'arrivée.

### Classements intermédiaires
Classements intermédiaires des pilotes après chaque épreuve spéciale,

### Classement général

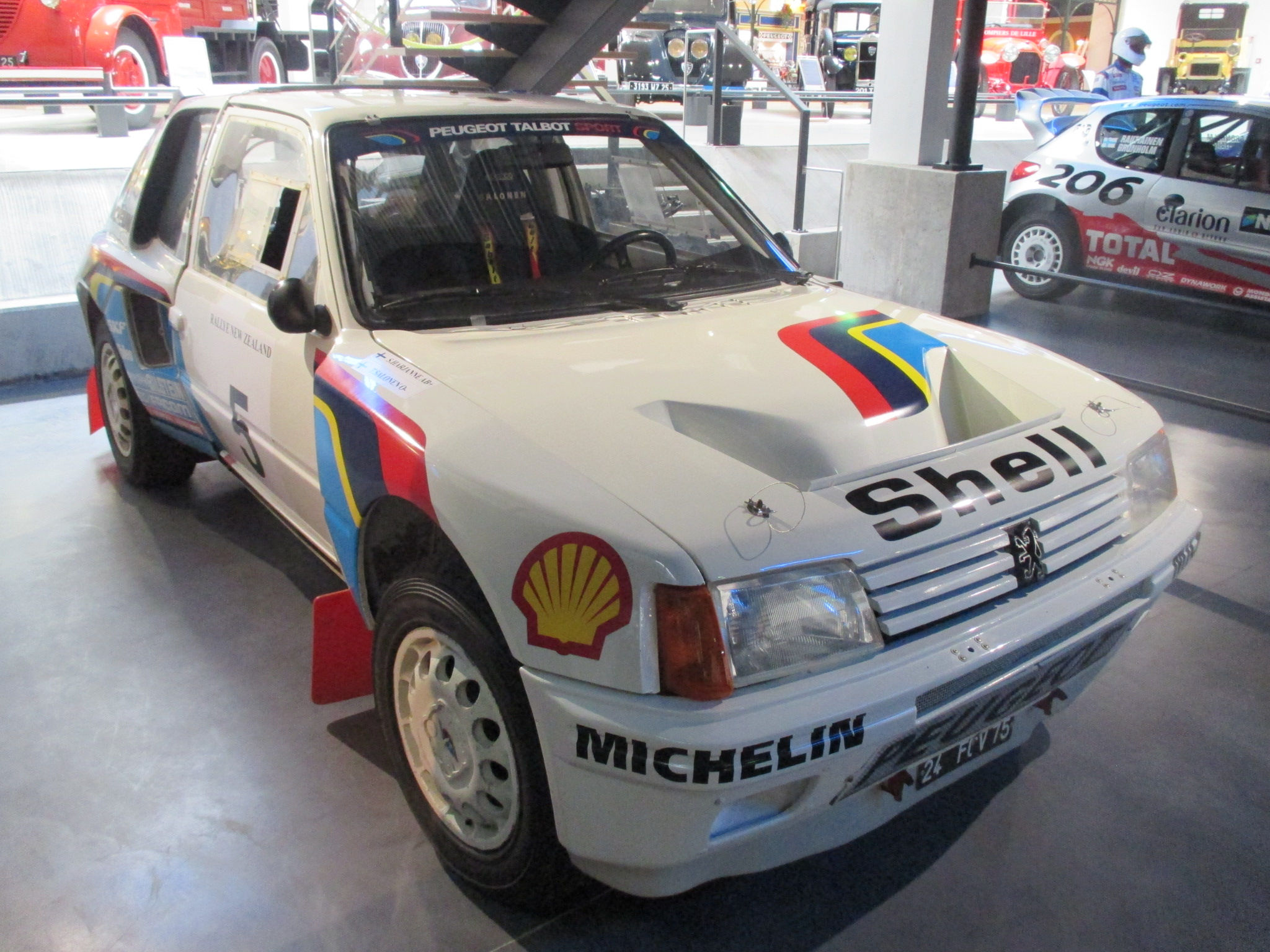
Quatrième victoire de rang pour la Peugeot 205 Turbo 16.

| Pos | No | Pilote              | Copilote                | Voiture                  | Temps            | Écart         | Groupe |
| --- | -- | ------------------- | ----------------------- | ------------------------ | ---------------- | ------------- | ------ |
| 1   | 2  | Ari Vatanen         | Terry Harryman          | Peugeot 205 Turbo 16     | 10 h 20 min 49 s |               | B      |
| 2   | 3  | Walter Röhrl        | Christian Geistdörfer   | Audi Sport Quattro       | 10 h 26 min 06 s | + 5 min 17 s  | B      |
| 3   | 6  | Timo Salonen        | Seppo Harjanne          | Peugeot 205 Turbo 16     | 10 h 30 min 54 s | + 10 min 05 s | B      |
| 4   | 1  | Stig Blomqvist      | Björn Cederberg         | Audi Sport Quattro       | 10 h 40 min 11 s | + 19 min 22 s | B      |
| 5   | 8  | Bruno Saby          | Jean-François Fauchille | Peugeot 205 Turbo 16     | 10 h 40 min 45 s | + 19 min 56 s | B      |
| 6   | 4  | Henri Toivonen      | Juha Piironen           | Lancia Rally 037         | 10 h 43 min 26 s | + 22 min 37 s | B      |
| 7   | 10 | Dany Snobeck        | Jean-Pierre Béchu       | Renault 5 Turbo          | 11 h 09 min 05 s | + 48 min 16 s | B      |
| 8   | 7  | Jean-Claude Andruet | Annick Peuvergne        | Citroën Visa 1000 Pistes | 11 h 13 min 12 s | + 52 min 23 s | B      |
| 9   | 5  | Massimo Biasion     | Tiziano Siviero         | Lancia Rally 037         | 11 h 13 min 51 s | + 53 min 02 s | B      |
| 10  | 21 | Maurice Chomat      | Didier Breton           | Citroën Visa 1000 Pistes | 11 h 20 min 00 s | + 59 min 11 s | B      |

### Équipages de tête
- ES1:  Ari Vatanen -  Terry Harryman (Peugeot 205 Turbo 16)
- ES2 à ES8 :  Walter Röhrl -  Christian Geistdörfer (Audi Sport Quattro)
- ES9 à ES18 :  Ari Vatanen -  Terry Harryman (Peugeot 205 Turbo 16)
- ES19 à ES26 :  Walter Röhrl -  Christian Geistdörfer (Audi Sport Quattro)
- ES27 à ES34 :  Ari Vatanen -  Terry Harryman (Peugeot 205 Turbo 16)

### Vainqueurs d'épreuves spéciales
- Ari Vatanen -  Terry Harryman (Peugeot 205 Turbo 16) : 21 spéciales (ES 1, 6, 8 à 12, 14 à 16, 18 à 23, 25, 27, 30, 31, 33)
- Walter Röhrl -  Christian Geistdörfer (Audi Sport Quattro) : 5 spéciales (ES 2, 3, 5, 7, 32)
- Massimo Biasion -  Tiziano Siviero (Lancia Rally 037) : 3 spéciales (ES 4, 13, 24)
- Henri Toivonen -  Juha Piironen (Lancia Rally 037) : 3 spéciales (ES 28, 29, 34)
- Bruno Saby -  Jean-François Fauchille (Peugeot 205 Turbo 16) : 1 spéciale (ES 26)

## Résultats des principaux engagés
| No | Pilote              | Copilote                  | Voiture                   | Groupe | Classement général                                   | Class. groupe |
| -- | ------------------- | ------------------------- | ------------------------- | ------ | ---------------------------------------------------- | ------------- |
| 1  | Stig Blomqvist      | Björn Cederberg           | Audi Sport Quattro        | B      | 4e à 19 min 22 s                                     | 4e            |
| 2  | Ari Vatanen         | Terry Harryman            | Peugeot 205 Turbo 16      | B      | 1er                                                  | 1er           |
| 3  | Walter Röhrl        | Christian Geistdörfer     | Audi Sport Quattro        | B      | 2e à 5 min 17 s                                      | 2e            |
| 4  | Henri Toivonen      | Juha Piironen             | Lancia Rally 037          | B      | 6e à 22 min 37 s                                     | 6e            |
| 5  | Massimo Biasion     | Tiziano Siviero           | Lancia Rally 037          | B      | 9e à 53 min 02 s                                     | 9e            |
| 6  | Timo Salonen        | Seppo Harjanne            | Peugeot 205 Turbo 16      | B      | 3e à 10 min 05 s                                     | 3e            |
| 7  | Jean-Claude Andruet | Annick Peuvergne          | Citroën Visa 1000 Pistes  | B      | 8e à 52 min 23 s                                     | 8e            |
| 8  | Bruno Saby          | Jean-François Fauchille   | Peugeot 205 Turbo 16      | B      | 5e à 19 min 56 s                                     | 5e            |
| 9  | «Tchine»            | Pierre Gandolfo           | Opel Manta i200           | A      | 21e à 2 h 10 min 58 s                                | 4e            |
| 10 | Dany Snobeck        | Jean-Pierre Béchu         | Renault 5 Turbo           | B      | 7e à 48 min 16 s                                     | 7e            |
| 12 | Alain Beauchef      | Jean-René Dubois          | Ford Escort RS1600i       | A      | ab. dans la 24e spéciale (moteur)                    | -             |
| 14 | Philippe Wambergue  | Bernard Martin-Dondoz     | Citroën Visa 1000 Pistes  | B      | ab. dans la 22e spéciale (sortie de route)           | -             |
| 16 | Dominique Gauthier  | Marie-Christine Lallement | Lancia Rally 037          | B      | ab. sur le parcours de concentration (pompe à huile) | -             |
| 17 | Guy Chasseuil       | Christian Baron           | Volkswagen Golf GTI       | A      | 14e à 1 h 50 min 06 s                                | 2e            |
| 18 | François Chauche    | Thierry Barjou            | Citroën Visa 1000 Pistes  | B      | ab. dans la 2e spéciale (moteur)                     | -             |
| 19 | Romain Feitler      | Nico Demuth               | Audi 80 Quattro           | N      | 19e à 2 h 09 min 24 s                                | 3e            |
| 20 | Bertrand Balas      | Éric Lainé                | Alfa Romeo Alfasud Sprint | A      | 13e à 1 h 49 min 33 s                                | 1er           |
| 21 | Maurice Chomat      | Didier Breton             | Citroën Visa 1000 Pistes  | B      | 10e à 59 min 11 s                                    | 10e           |
| 24 | Christian Dorche    | Gilles Thimonier          | Citroën Visa 1000 Pistes  | B      | 11e à 1 h 22 min 37 s                                | 11e           |
| 25 | Pierre Bos          | Jean-Claude Leuvrey       | Audi Quattro A1           | B      | ab. dans la 5e spéciale (perte d'une roue)           | -             |
| 26 | Jean-Pierre Ballet  | Pierre Vuillemin          | Peugeot 205 GTI           | A      | 15e à 1 h 58 min 13 s                                | 3e            |
| 27 | Jacques Panciatici  | Françoise Sappey          | Alfa Romeo Alfetta GTV6   | N      | 17e à 2 h 06 min 27 s                                | 2e            |
| 30 | Jean-Paul Aymé      | Brigitte Aymé             | Renault 5 Turbo           | B      | 18e à 2 h 08 min 45 s                                | 13e           |
| 31 | Alain Oreille       | Sylvie Oreille            | Renault 11 Turbo          | N      | 16e à 1 h 59 min 05 s                                | 1er           |
| 33 | Bernard Dongues     | Michel Rousseau           | BMW 323i                  | N      | 20e à 2 h 10 min 33 s                                | 4e            |
| 34 | Paul Gardère        | Jean-Louis Bufferne       | Peugeot 205 Turbo 16      | B      | 12e à 1 h 46 min 23 s                                | 12e           |

## Classements des championnats à l'issue de la course

### Constructeurs
- Attribution des points : 10, 9, 8, 7, 6, 5, 4, 3, 2, 1 respectivement aux dix premières marques de chaque épreuve, additionnés de 8, 7, 6, 5, 4, 3, 2, 1 respectivement aux huit premières de chaque groupe (seule la voiture la mieux classée de chaque constructeur marque des points). Les points de groupe ne sont attribués qu'aux concurrents ayant terminé dans les dix premiers au classement général[7].
- Seuls les huit meilleurs résultats (sur onze épreuves) sont retenus pour le décompte final des points.

| Pos. | Marque  | Points | M-C  | SUE | POR | SAF | COR | ACR | NZ | ARG | FIN | SAN | RAC |
| ---- | ------- | ------ | ---- | --- | --- | --- | --- | --- | -- | --- | --- | --- | --- |
| 1    | Peugeot | 18     | 10+8 |     |     |     |     |     |    |     |     |     |     |
| 2    | Audi    | 16     | 9+7  |     |     |     |     |     |    |     |     |     |     |
| 3    | Lancia  | 8      | 5+3  |     |     |     |     |     |    |     |     |     |     |
| 4    | Renault | 6      | 4+2  |     |     |     |     |     |    |     |     |     |     |
| 5    | Citroën | 4      | 3+1  |     |     |     |     |     |    |     |     |     |     |

### Pilotes
- Attribution des points : 20, 15, 12, 10, 8, 6, 4, 3, 2, 1 respectivement aux dix premiers de chaque épreuve.
- Seuls les sept meilleurs résultats (sur douze épreuves) sont retenus pour le décompte final des points.

| Pos. | Pilote              | Marque  | Points | M-C | SUE | POR | SAF | COR | ACR | NZ | ARG | FIN | SAN | CIV | RAC |
| ---- | ------------------- | ------- | ------ | --- | --- | --- | --- | --- | --- | -- | --- | --- | --- | --- | --- |
| 1    | Ari Vatanen         | Peugeot | 20     | 20  |     |     |     |     |     |    |     |     |     |     |     |
| 2    | Walter Röhrl        | Audi    | 15     | 15  |     |     |     |     |     |    |     |     |     |     |     |
| 3    | Timo Salonen        | Peugeot | 12     | 12  |     |     |     |     |     |    |     |     |     |     |     |
| 4    | Stig Blomqvist      | Audi    | 10     | 10  |     |     |     |     |     |    |     |     |     |     |     |
| 5    | Bruno Saby          | Peugeot | 8      | 8   |     |     |     |     |     |    |     |     |     |     |     |
| 6    | Henri Toivonen      | Lancia  | 6      | 6   |     |     |     |     |     |    |     |     |     |     |     |
| 7    | Dany Snobeck        | Renault | 4      | 4   |     |     |     |     |     |    |     |     |     |     |     |
| 8    | Jean-Claude Andruet | Citroën | 3      | 3   |     |     |     |     |     |    |     |     |     |     |     |
| 9    | Massimo Biasion     | Lancia  | 2      | 2   |     |     |     |     |     |    |     |     |     |     |     |
| 10   | Maurice Chomat      | Citroën | 1      | 1   |     |     |     |     |     |    |     |     |     |     |     |